# Mia moglie si sposa
Mia moglie si sposa (Let's Make It Legal) è un film del 1951 diretto da Richard Sale.

## Trama
Miriam inizia la pratica di divorzio dal marito dopo 20 anni di matrimonio, esasperata dalla sua passione per il gioco. La figlia Barbara cercherà in ogni modo di far riconciliare i due genitori prima che la sentenza diventi definitiva. Nel frattempo ritorna in scena un pretendente della madre, Victor Mc Fralan, che vista la situazione le chiede di sposarlo. Prima delle nozze l'uomo racconta...

## Produzione
Il film venne prodotto dalla Twentieth Century Fox Film Corporation.

## Distribuzione

### Data di uscita
La pellicola venne distribuita in vari paesi fra cui:
- USA, Let's Make It Legal 31 ottobre 1951
- Finlandia, Haluan vaimoni takaisin  11 luglio 1952
- Svezia, Gift dej mamma 22 settembre 1952

## Critica
La critica risalta la regia e le interpretazioni dei principali attori, meno la sceneggiatura, fra le interpretazioni evidenziano una «divertente» Marilyn Monroe